# Tomas Van den Bussche
Tomas Franciscus Van den Bussche (Dudzele 1 februari 1760 - 13 september 1841) was burgemeester van de Belgische gemeente Dudzele.

## Burgemeester
Van den Bussche was vanaf augustus 1818 burgemeester van de gemeente, in opvolging van Franciscus Malefason, van wie hij de adjunct was geweest. De gemeenteraad bestond verder uit Filip Vanzandweghe, G. Pypers, Frans Devisch, Jakob Fevery, Filip Lievens, Jakob Verheye, Frans Deneve en Pieter Lievens. 
Bij de raadsverkiezingen van einde 1822 werd onder meer Jacob Baeteman verkozen tot raadslid. In 1824 bleven er maar zes raadsleden, van wie twee schepenen. Het waren de schepenen Godfried Pypers en Filip Vanzandweghe en de raadsleden Frans Demaecker, Valentijn Vanaudenaerde, P. Goethals en Pieter Devlaeminck.
Baeteman was er niet meer bij.
Regelmatig werd Dudzele geteisterd door overstromingen. Dit was zowat de belangrijkste zorg voor het gemeentebestuur
Einde 1830 werden gemeenteraadsverkiezingen gehouden. Van den Bussche werd begin december 1830 in het burgemeestersambt opgevolgd door Jacob Baeteman.

## Familie
Tomas Van den Bussche, die op officiële akten als 'werkman' werd vermeld, was de zoon van Johannes Van den Bussche en Johanna Maertens. Hij was getrouwd met Maria Debruycker, van wie hij minstens één dochter had die met een landbouwer Fevery trouwde. 
Hij trad in tweede huwelijk met Cecilia Vermael, die ongetwijfeld veel jonger was dan hij. In januari 1834 bracht ze een zoontje ter wereld, Franciscus. Zeven weken later moest de drie en zeventigjarige vader het overlijden van het kind aangeven op het gemeentehuis.